# Norsk rätt
Norsk rätt är en gren av nordisk rätt, vilken i sin tur utgör en huvudgren av den germanska rätten. 

## Tingsförbunden
Först under den senare hälften av 800-talet blev Norge, som tidigare varit delat i en mängd mer eller mindre självständiga samhällen, förenat till ett rike av Harald Hårfager. Men någon enhet i rättsväsendet uppstod inte förrän under senare hälften av 1200-talet. Emellertid hade mycket tidigt en del av forntidens små stater, fylkena, sammanslutit sig till större enheter, vilkas föreningspunkt utgjordes av de årliga tingsförsamlingarna och vilka därför erhöll namn efter det gemensamma tingsstället. Man finner sålunda i det nordliga Norge frostating, längre ned på västkusten gulating, i det inre av landet, närmare svenska gränsen, eidsivating och i sydöst utmed kusten borgarting.
Dessa tingsförbund, som för övrigt inte hade samma omfång under årens lopp, hade sin egen rätt och sin egen lagstiftning; och till dessa, inte till riket, som rättskällornas historia ansluter sig. Från äldre tider tillkom den beslutande myndigheten folkförsamlingen (lagtinget) i varje särskild landsdel under ledning av ett inom tinget verksamt utskott (lagrätten). Men då det var kungens ämbetsman, som utsåg medlemmarna av detta utskott, och då kungen plägade antingen personligen övervara förhandlingarna eller åtminstone sända betrodda rådgivare dit för att framföra hans önskningar för folket, utövade han betydande inflytande på besluten.
Den kyrkliga lagstiftningen behandlades, sedan kristendomen blivit statsreligion, som en del av den världsliga. Dock brukade man därvid ta biskoparna till råds. Endast i avseende på lagen för hirden, hirðskrá, och inom stadsrättens område förefaller kungen haft friare händer, i det att folket som sådant ej utövade något inflytande därpå. Vid sidan av lagstiftningen var naturligtvis sedvanerätten av vikt. Sannolikt hade detta moment av rättsutvecklingen, liksom i Sverige och på Island, ett stöd i rättsföredrag, som det ålåg särskilt därtill utsedda lagmän (lagmenn) att årligen hålla på tingssammanträdet. Till rättskällorna hör vidare bjarkeyiarréttr (bjärköarätt)en , som tidigast synes ha utgjort en handels- och sjörätt, gällande på köpfärder och marknadsplatser, där lantbefolkningen sammanträffade med främmande köpmän, samt vid de stora fiskerierna, där även mycket folk samlades, men som, sedan fasta köpstäder bildats, utan att förlora denna sin tidigare betydelse, även fick karaktären av stadslag, som gällde för alla förhållanden inom den särskilda stadens område. Till rättskällorna hör slutligen de under namn av rettarbætr (rättsförbättringar) av kungarna utfärdade stadganden, som avsåg att modifiera gällande rätt.
Av de lagar, som gällde för de förut omnämnda fyra stora jurisdiktionsdistrikten, har endast två, nämligen Gulatingslagen och Frostatingslagen, blivit någorlunda fullständigt bevarade till vår tid, medan av Borgartingslagen blott dess kyrkorätt och av Eidsivatingslagen kyrkorätten och ett obetydligt fragment av den världsliga rätten finns i behåll. Den nu befintliga texten av Gulatingslagen, som utgör en sammanarbetning av två äldre lagredaktioner, härrör troligen från början av 1200-talet. Den bevarade redaktionen av Frostatingslagen synes huvudsakligen ha tillkommit under förra hälften av 1200-talet. De till vår tid bevarade fragmenten av Borgartingslagen och Eidsivatingslagen tillhör säkerligen mitten och senare delen av 1100-talet. Av den äldre bjärköarätten finns fyra fragment, det äldsta från slutet av 1100-talet. Av réttarbætr ha flera blivit införlivade med landskapslagarnas och Bjärköarättens text eller samlade i en särskild avdelning vid deras slut, andra åter är självständigt bevarade.

## Magnus Lagaböters landslag
Magnus Håkanssons regeringstid (1263-80) utgör en viktig period i de norska rättskällornas historia. Hans verksamhet i detta avseende gav honom också tillnamnet Lagaböter. Denna verksamhet riktades i början på omarbetning av de gamla landskapslagarna, men senare på utarbetandet av en för hela riket gällande allmän landslag. En sådan antogs 1274-76 av det ena efter det andra av landskapstingen. Dess innehåll är huvudsakligen hämtat från Gulatingslagen och Frostatingslagen, under det att endast undantagsvis ställen finnas, om vilka det kan antas, att de förskriver sig från Eidsivatingslagen eller Borgartingslagen. Någon egentlig kyrkorätt innehåller ej denna lag. Detta hade sin grund däri, att strid rörande lagstiftningen i detta avseende ägde rum mellan kungen och ärkebiskop Jon, vilken ensidigt utgav en Kristenret, som emellertid senare av kungen erkändes. Ändamålet med den nya landslagen var att skapa en för hela landet gemensam rättsförfattning. Och detta ändamål uppnåddes också nästan fullständigt, i det att det blott är i fråga om sammansättningen av de fyra stora tingsförsamlingarna, som särskilda föreskrifter ges. I rent formellt avseende bibehölls emellertid den gamla skillnaden mellan landskapslagarna, i det att varje särskild avskrift av lagen, allteftersom den var bestämd för det ena eller det andra jurisdiktionsområdet, betecknades med dess namn. Från Magnus Håkanssons tid förskriver sig vidare en nyare Bjärköarätt eller stadslag, som infördes först i Bergen 1276 och senare i övriga städer. Vidare finns även under namnet hirðskrá bevarad en lag för de kungliga tjänstemännen, vars tillkomst sannolikt kan förläggas till 1274-77.
På den grund, som av kung Magnus Lagaböter sålunda blivit lagd, byggdes sedermera vidare av de följande kungarna av hans ätt. Den gamla grundsatsen, att den lagstiftande makten låg hos den på lagtinget sammanträdande lagrätten, hade i själva verket upphört att gälla. Väl iakttogs fortfarande den gamla ordningen att förelägga nya lagar för lagtingen. Men i själva verket var detta numera blott en form, varigenom lagarnas offentliggörande betryggades.

## Kristian IV:s Norske Lov 1604
Efter att Norge i slutet av 1300-talet förenats med Danmark förlorade den norska rätten en betydande del av sin särart, inte bara därigenom, att gemensamma lagstadganden gavs för båda rikena, utan även, vilket hade mycket större betydelse, därigenom, att i Norge anställdes danska ämbetsmän, som rent av införde dansk rätt i norsk praxis. Trots detta fortsatte dock Magnus Lagaböters lagstiftning länge att utgöra grundvalen för den i Norge gällande rätten.
Denna landslag, redan föråldrad på 1500-talet, förstods på grund av det sitt skriftspråk inte ens av de infödda ämbetsmännen och ännu mindre av danskarna. Den förelåg dessutom endast i ett fåtal mer eller mindre felaktiga avskrifter och det rådde därför stor osäkerhet om, vad som var gällande rätt i riket. Efter att föregående regenter gjort försök att avhjälpa dessa missförhållanden, utarbetades under Kristian IV:s Norske Lov, vilken utgavs av trycket försedd med en 4 december 1604 daterad kungörelse. Denna lag, som var avsedd att gälla för både stad och land, kan dock inte i egentlig mening anses vara en ny lag. Detta eftersom man vid dess utarbetande närmast åsyftade att blott framställa den riktiga texten i 1274 års landslag med därtill hörande réttarbætr samt att modernisera skriftspråket. Men då flera föråldrade bestämmelser finns kvar och inte heller alla nyare gällande bestämmelser är upptagna, så ger inte lagen en träffande och fullständig bild av den i början av 1600-talet gällande rätten. Det dröjde därför ej länge, innan frågan om en revision av lagen blev aktuell. Denna kom emellertid ej till stånd förr än i samband med de åtgärder, som efter enväldets införande i Danmark där började vidtas för åstadkomma av ny lagbok.

## Kristian V:s Norske Lov 1687
Frukten av flera särskilda kommissioners arbete blev slutligen Kristian V:s Norske Lov, som, försedd med ett företal, daterat 15 april 1687, utgavs och till efterlevnad kungjordes genom en förordning det följande året. Denna lag är byggd huvudsakligen på samme kungs danska lag och utgör i själva verket till stor del blott en avskrift av denna (se även dansk rätt). Likväl har i vissa delar avseende gjorts på Norges speciella förhållanden. Så har till exempel det, som sammanhänger med jordbruksnäringen, blivit föremål för särskilda föreskrifter. Vidare är också domstolsorganisationen speciell för den norska lagen. För så vitt den norska lagens innehåll är eget för Norge, har Kristian IV:s lag övervägande legat till grund därför. Därjämte har man använt särskilda norska recesser och förordningar, liksom man också i vissa fall hållit sig till den norska praxis. Kristian V:s Norske Lov bildar, om den också i många och väsentliga punkter har blivit undanträngd och ersatt av nyare lagar, likväl fortfarande den grundval, på vilken den norska rättsutvecklingen ännu i närvarande tid vilar.